# Venus Wars
Venus Wars (ヴイナス戦記, Vinasu Senki) és una sèrie de manga japonesa escrita i il·lustrada per Yoshikazu Yasuhiko. Va ser serialitzat a la revista de Gakken Nora Comics del 1986 al 1990. El 1989, va ser adaptada a una pel·lícula d'anime dirigida pel mateix Yasuhiko, coescrita per Yuichi Sasamoto i per Yasuhiko, i produïda per Bandai Visual, Gakken i Shochiku. S'ha doblat al català; es va estrenar el 4 de març de 1996 a l'espai Manga! del Canal 33.